# Probolomyrmex brujitae
Probolomyrmex brujitae is een mierensoort uit de onderfamilie van de Proceratiinae. De wetenschappelijke naam van de soort is voor het eerst geldig gepubliceerd in 1995 door Agosti.